# みよ池
みよ池は、愛知県稲沢市祖父江町の西部、旧長岡村の木曽川の堤防内側にかつて存在した池。
旧祖父江町時代には史跡に登録されていた。
形成されたのは江戸時代。水域面積約１ヘクタール。

## みよ池の誕生
万治二年五月十三日（１６５９年）に木曽川の堤防が馬飼で切れ、大洪水が発生した。この時に高い位置から勢いよく流れ込んだ木曽川の水が堤防の内側の一点の地面を大きく削り、大穴が空いた。堤防修復後に周囲の水が捌けた後もこの穴の部分だけは水が残り池となった。これがみよ池であった。

## みよ池の呼称
- 「大ミヨ」
- 「みよ」
- 「海用池（みよいけ）」
- 「海用留（みよどめ）」（地方品目解　ぢかたひんもくげ）
- 「澪池（みおいけ）」（天保の村絵図）

などいくつかの呼び方や表記が存在した。

## みよ池の自然
水草では、
- ヒレ（ヒシ）
- ジュンサイ
- マコモ
- ガマ

などがびっしり生えていたとされている。
水鳥では、
- カモ
- セキレイ
- カワセミ
- クイナ
- カイツムリ（カイツブリ）

などが見られたという。
魚介類では、
- フナ
- ナマズ
- ウナギ
- モロコ
- メダカ
- センパラ（イタセンパラ）
- イシ
- ドジョウ
- エビの仲間

などが泳ぎまわり、付近の人が小舟でとって食料としていた。
石油を染み込ませたボロきれに火をつけた明かりで夜に行う漁「火ぶり」もさかんだったという。

## みよ池にまつわる伝承
「大ミヨにはぬしが居る」と言われていた。
その姿は白馬の頭で、夜になると池のまわりを首の鈴をならしながら走っていると言われていた。
そのため、後述の馬飼頭首工建設のためにみよ池が埋め立てられた際には、みよ池のかわりに馬飼八幡神社の境内に小さい池を作り、ぬしを祀ったとされている。この小さな池は現存している。

## 現在のみよ池
昭和四十五年から始まった木曽川用水事業により、みよ池は水資源開発公団の頭首工用地となり、埋め立てられたとされている。現在の海部幹線水路の入り口付近に幅の広い部分が一部あるが、この位置はみよ池の存在した位置とほぼ重なっており、馬飼大橋を東へ渡り切り愛知県道130号馬飼井堀線に入った辺りから左手を見下ろすとその様子を見ることができる。